# USS Forrestal (CVA-59)
USS Forrestal (CVA-59) (pozneje CV-59 in AVT-9) je bila letalonosilka Vojne mornarice ZDA, ki je bila vodilna ladja novega razreda superletolonosilk - razred forrestel.
Ladja in posledično celotni razred sta bili poimenovali po sekretarju ZDA za vojno mornarico Jamesu Forrestalu.
Forrestal je bila splovljena 11. decembra 1954 v ladjedelnici Newport News Shipbuilding in Drydock Co., (Newport News, Virginija). Splovitev je opravila žena Jamesa Forrestala. 
1. oktobra 1955 je bila sprejeta v uporabo; prvi kapitan je bil R. L. Johnson.

## Usoda
Forrestal je bila 11. septemba 1993 vzeta iz aktivne uporabe na pomolu 6E v Filadelfiji in bila izbrisana iz registra ladij na isti dan.
Trenutno je na čakalni listi, da bo postala muzejska ladja v Newportu (Rhode Island).